# White Shadow
White Shadow é um filme de drama produzido na Alemanha, na Itália e na Tanzânia, dirigido por Noaz Deshe e lançado em 2013.